# 16mm-film

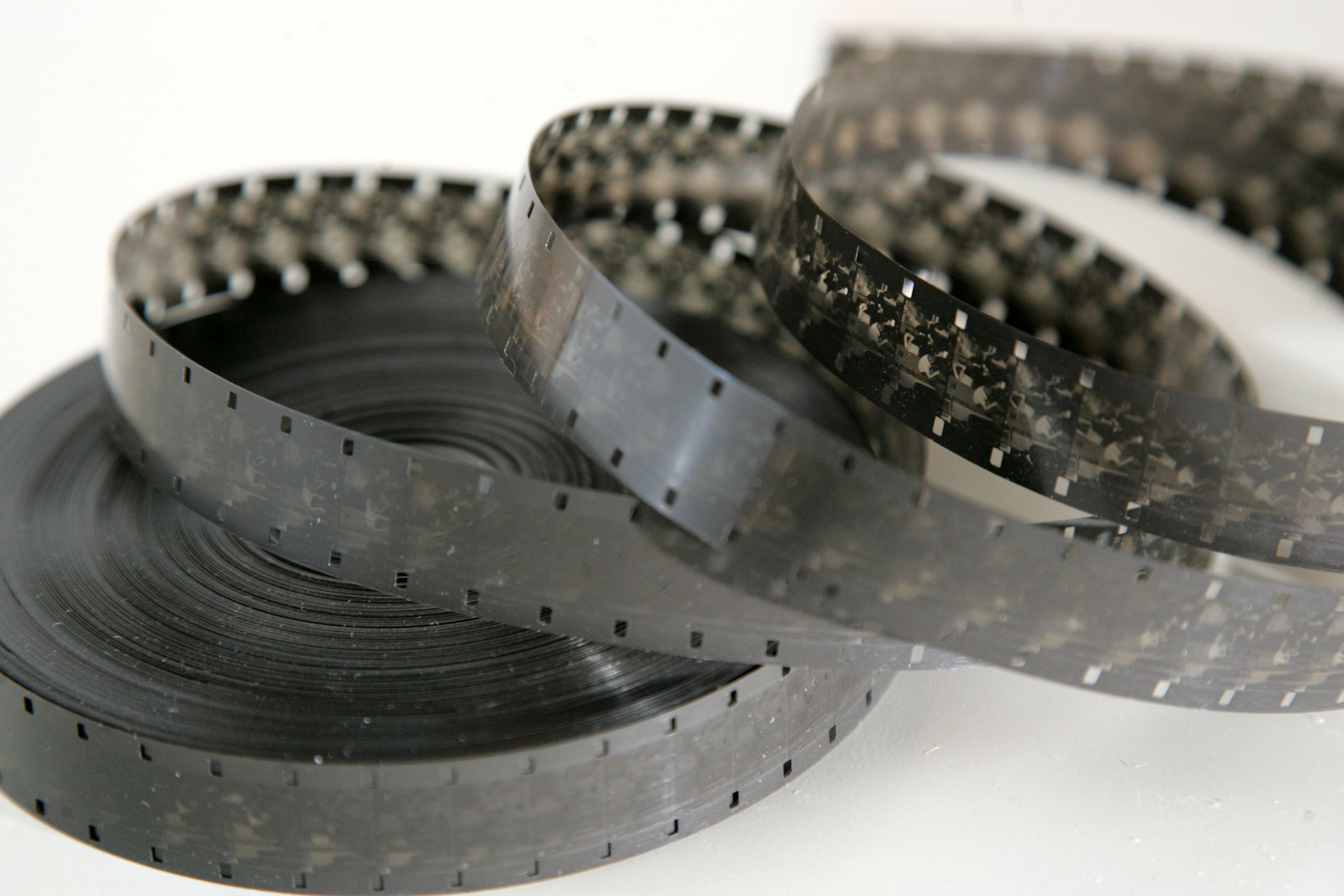
16mm-film met de perforatie aan beide zijden; ook 16mm-film met de perforatie aan één zijde bestaat

16mm-film of 16 mm is een filmformaat waarbij de filmstrook zestien millimeter breed is.

## Geschiedenis
Eastman Kodak introduceerde het 16mm-formaat in 1923. De film was onbrandbaar en dit formaat kreeg de voorkeur boven 17,5 mm (precies de helft van de bekende 35 mm) om zo te verhinderen dat amateurfilmers de ontvlambare 35 mm in tweeën zouden scheuren om in thuisprojectoren en camera's te gebruiken. Tot de introductie van de videocamera werd 16mm-film in veel landen op grote schaal voor tv-nieuwsreportages gebruikt.
Omdat 16mm-film voor veel amateurs nog te duur was, werd het 8mm-filmformaat op de markt gebracht.